# ふんわり狩人
『ふんわり狩人』（ふんわりハンター）は、名香智子による日本の漫画。小学館『週刊少女コミック』にて、1979年20号から1980年9号にかけて連載された。作者の代表的読みきりシリーズ『レディ・ギネヴィア』の前日譚で、スイスの超能力一族の末裔である主人公ハイジたちを巡る、学園恋愛ドタバタコメディー。超能力者捜しが後半のメインになる。少女漫画の王道をゆくようでいて、各登場人物のセリフが微妙にずれているのが特色の作品である。

## あらすじ
ハイジ・メデュヒェンは超能力者一族の生き残りである祖母と二人で暮らしてきたが、スイスの名門校、アウル学院に転入した日にリアンダ・ピラルツと出会うことによって、超能力者としての浮遊能力を覚醒させしてしまう。さらに成り行きで、理事長のアーサー・キングの偽装婚約者を演じる羽目に陥る。その後、祖母の臨終の際に、学園に超能力者村を雪崩で崩壊させた張本人の縁者がいることが明らかになり、ハイジはアーサーらとともに、超能力者捜索をすることになった。事態は学院の生徒会や、ハイジのルームメイトのギネヴィア・キング、ハイジと同日に学院に入学したロビン・スターらを巻き込んで、展開してゆく。

## 登場人物

### 主要人物
ハイジ・メデュヒェン
主人公でスイス人。運動神経はゼロで、マイペースな性格。古典系の科目で最高得点を取り、アウル学院の特待生となる。長いこと祖母と二人暮らしであったため、男性恐怖証である。アウル学院の学生寮でギネヴィアのルームメイトとなる。
アウル学院入寮の日にアーサーのブレスレットを拾ったため、彼のメンツを守るために、彼の婚約者を演じさせられる。リアンダと出会うことで、浮遊能力を開花させるが、アーサーを介さないと止めることができない。リアンダに片思いしている。
ロビン・スター
準主人公でアメリカ人。私生児で母親は孤児。理科系の科目で満点を取り、アウル学院の特待生となる。アウル学院に入寮した日にハイジに出会い、彼女の引き起こすトラブルにたびたび巻き込まれている。彼も超能力者を捜して、学院に入学している。ギネヴィアに憧れている。
アーサー・キング
アウル学院の生徒にして、学院の理事長。公爵家の跡取り。真面目な性格で、少々思い込みの激しく、抜けているいところがある。コンタクトレンズを着用している。ギネヴィアの兄で、リアンダの親友。
彼が馬術の練習中にブレスレットを落とし、それをハイジが拾ったため、メンツを守るべく、ハイジに婚約者のふりをさせていることが、事態を余計にややこしくしている。ハイジの祖母の臨終に立ち会い、超能力者捜しに積極的になる。リアンダとともに、ハイジの浮遊能力の制御が、自分とリアンダに関係があることを発見する。
ギネヴィア・キング
アーサーの妹で、公爵家の令嬢。馬術の天才少女で、人間のことよりも、馬のことが大事である。ハイジのルームメイト。名前はアーサー王の王妃に由来し、兄のアーサーと対になっている。馬術の練習をしている際に、兄がブレスレットを落としており、ハイジがアーサーのブレスレットを拾った事実を知っている。ロビンに興味を持っていた。
リアンダ・ピラルツ
学院のプレイボーイで、スウェーデン人の血を引くアメリカ人。この物語の時点は金髪の長髪。アーサーの友人。アーサー同様、貴族の後継者。一見冷酷なように見えるが、友情に厚く、親切な面もある。食事の好き嫌いがなく反省室の料理も平らげることができる。ハイジがリアンダに出会ったことで、彼女の超能力が覚醒した。名目上、スウェーデン人の祖父母が親代わりをしており、実の親から捨てられたという事実が、彼の人格を複雑なものにしている。物語の後半で、自分のギネヴィアへの本当の思いに気づく。

### 生徒会の面々
トリスタン・フォン・ハインドリヒ
ドイツ人、17歳。アランにスポーツでの決闘を申し込む。
フランソワ・ド・ブイヨン
17歳。ハイジにアタックする。
ネパール人（本名不明）
ジョン・エル
直系インディアン。
ダビデ・イタリアーノ
ジャジャム・アンク・ジェフティネフトレンシ・イストジェセル
ラーマイナ・ラクサバナ
インド人
カルロス・ピカソ
スペイン人
李巨泉
香港人
エオン・エキス
ギリシア人。ロビンのルームメイト。生徒会のメンバーの中では比較的出番が多い。
サンバ・ルンバ・タンゴ
ケニア人
ルウ

### その他の登場人物
サンドラ・オーエンス
金持ちの令嬢。わがままな性格。アーサーに惹かれている。ヘリコプターから落ちたところを、ハイジの能力に助けられる。
レナーテ・メデュヒェン
ハイジの祖母。彼女の遺言が騒動のきっかけだった。
リヒャルト・ユーゲンス
レナーテの住んでいた超能力者の村を崩壊させた張本人。
バイロン教授
アウル学園の反省室担当の教授。
反省室のコック

## 用語
アウル学園
物語の舞台。スイスの全寮制の国際色の豊かな学校。丘の中腹に位置する。創立者はイギリス人。富豪の子女が通う学校であるが、ハイジとロビンは成績優秀のため、特待生として入学する。
反省室があり、そこでは学科の猛勉強を強いられ、玉葱や人参のみの恐怖の料理が給せされ、食べ終えるまで次の食事は出てこないようになっている。

## 書誌情報
ペーパームーンコミックス（新書館）全2巻（B6判ソフトカバー）
1. 1982年12月10日
2. 1982年12月25日 ISBN 978-4403610332

小学館文庫（小学館）全1巻　
- 2000年12月1日 ISBN 978-4091913104

## 関連事項
- 上流社会